# 仙台市交通局七北田出張所
仙台市交通局七北田出張所（せんだいしこうつうきょく ななきたしゅっちょうじょ）は、宮城県仙台市泉区八乙女中央にある仙台市交通局自動車部（仙台市営バス）の出張所。実沢営業所管理。

## 概要
1960年代から、市北部および泉町（現・仙台市泉区）の宅地開発が続いていたが、バス路線の運行拠点は仙台市営バス広瀬通営業所（現在廃止）と北仙台駅近くにあった市電で使用していた倉庫用地だけだった。このため、増加する路線と乗客輸送に対処するために、東仙台営業所と同様に市周辺部に営業拠点を設置するという交通局の方針から、発展著しい泉町に七北田営業所を設置することになった。これにより、広瀬通と定禅寺通の2つの営業所は、車両登録のない車庫（駐車場）に降格、根白石車庫を出張所に昇格のうえ、管理下に入れている。七北田営業所は、その後も路線と乗客が増加して、1976年（昭和51年）泉パークタウンに乗り入れを開始、1980年（昭和55年）には泉パークタウン出張所を開設して管理下に入れており、1987年（昭和62年）の地下鉄開業まで泉・北部方面路線の拠点として重要な役割を担っていた。
1987年（昭和62年）、地下鉄開業に伴う路線再編で鶴ヶ谷団地へも乗り入れることになったが、主力だった仙台市都心部との路線は大幅に削減された。1992年（平成4年）根白石出張所は、北仙台営業所を移転して開設された実沢営業所に統合されて廃止となる。さらに1994年（平成6年）七北田営業所は出張所に降格され、東仙台営業所の管理下に入ることになった。同時に泉パークタウン出張所は、実沢営業所の管理下に変更されている。
2009年（平成21年）4月よりJRバス東北に車両運転業務委託を開始。2011年（平成23年）6月1日より、東仙台営業所本所が宮城交通への委託拠点となったことから、七北田出張所は実沢営業所管理下となり、現在に至る。
仙台市北東部の泉区黒松・南光台・旭ヶ丘方面および宮城野区鶴ヶ谷方面を事業範囲としている。営業所時代のイラストマークはねずみ（出張所になった当初はうさぎであったが、現在はいぬ）。一時期は市内中心部路線（花壇循環、中央循環（初代））、桜ヶ丘、八木山方面も担当していた。将監団地線の宮城交通移管により、七北田車庫前停留所が廃止。地下鉄八乙女駅に近いため出入庫系統はない。配置車両は原則として日野。但し、2002年以降は他社車両が納入されている。

## 沿革
- 1963年（昭和39年）3月1日 - 七北田営業所開設。
- 1967年（昭和42年）11月 - 根白石車庫を七北田営業所の出張所とする。
- 1980年（昭和55年）9月 - 七北田営業所泉パークタウン出張所開設。
- 1992年（平成4年）7月14日 - 根白石出張所閉所（北仙台営業所とともに実沢営業所へ統合）。
- 1994年（平成6年）3月28日 - 七北田営業所を出張所に降格、東仙台営業所の管轄に変更。泉パークタウン出張所を実沢営業所の管轄に変更。
- 2001年（平成11年）3月 - 当営業所で初めてワンステップバスが新造配置される。
- 2006年（平成18年）3月 - 当営業所で初めてノンステップバスが新造配置される。
- 2009年（平成21年）4月1日 - 七北田出張所の車両運転業務を5年契約でJRバス東北に委託開始。
- 2011年（平成23年）6月1日 - 東仙台営業所の車両運転業務が宮城交通へ委託に伴い、当出張所は委託継続のまま実沢営業所の管轄下に変更。

## 所管路線

### 南吉成循環線
- 30系統
  - 泉中央駅 - 八乙女駅入口 - 加茂二丁目南 - 川平団地 - 南吉成 - 川平団地 - 加茂二丁目南 - 八乙女駅入口 - 泉中央駅

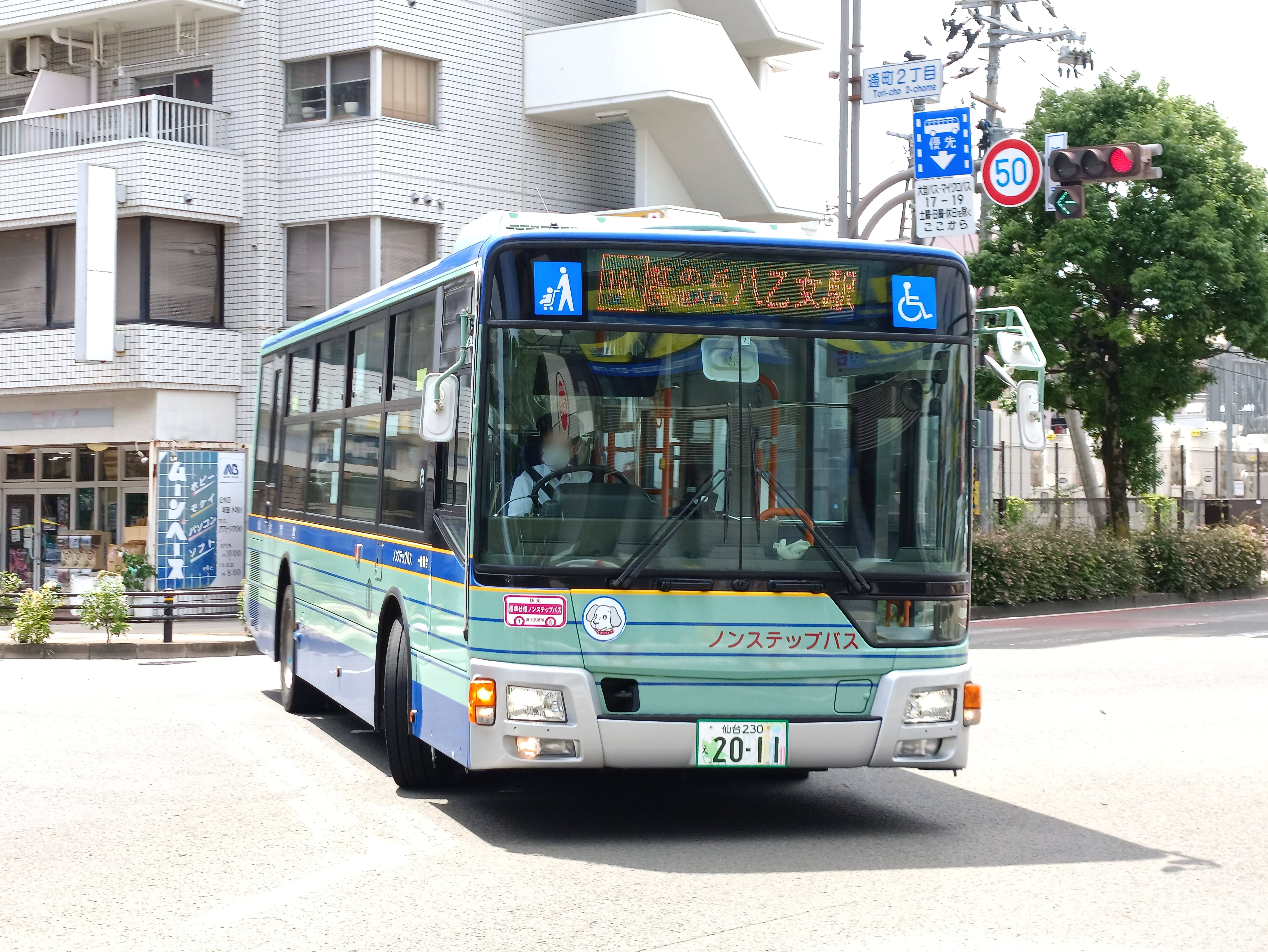
161系統・地下鉄八乙女駅行（2022年8月12日）

### 七北田線
- 160系統

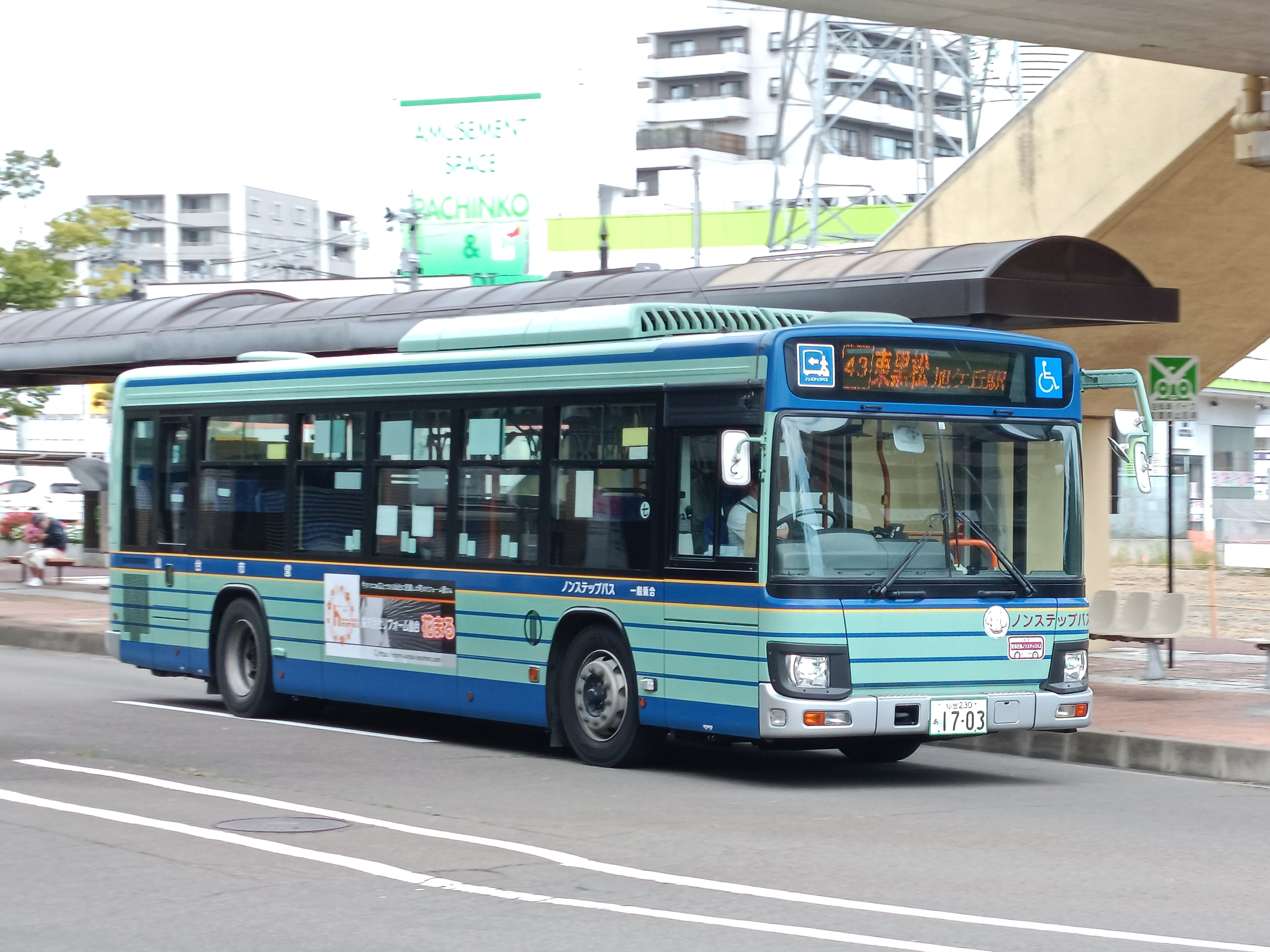
43系統・地下鉄旭ケ丘駅行（2022年9月16日）

  - 仙台駅前 - 電力ビル前 - 県庁市役所前 - 北仙台 - 台原三丁目 - 黒松二丁目 - 八乙女駅
- 43系統・地下鉄旭ケ丘駅行（2022年9月16日）161系統
  - 仙台駅前 - 電力ビル前 - 県庁市役所前 - 北仙台 - 台原三丁目 - 虹の丘団地入口 - 八乙女駅
- 40系統
  - 台原駅 → 瞑想の松 → 台原三丁目 → 虹の丘団地入口 → 八乙女駅
  - 2024年4月1日より八乙女駅からの上り便は廃止。

### 東黒松線
- 41系統（東仙台営業所と共管）
  - 台原駅 - 旭ヶ丘二丁目 - 旭ケ丘駅
- 43系統
  - 旭ケ丘駅 - 東黒松団地 - 八乙女駅
  - かつては宮町からの乗り入れがあった路線だが、遅くとも2002年時点では廃止されている。

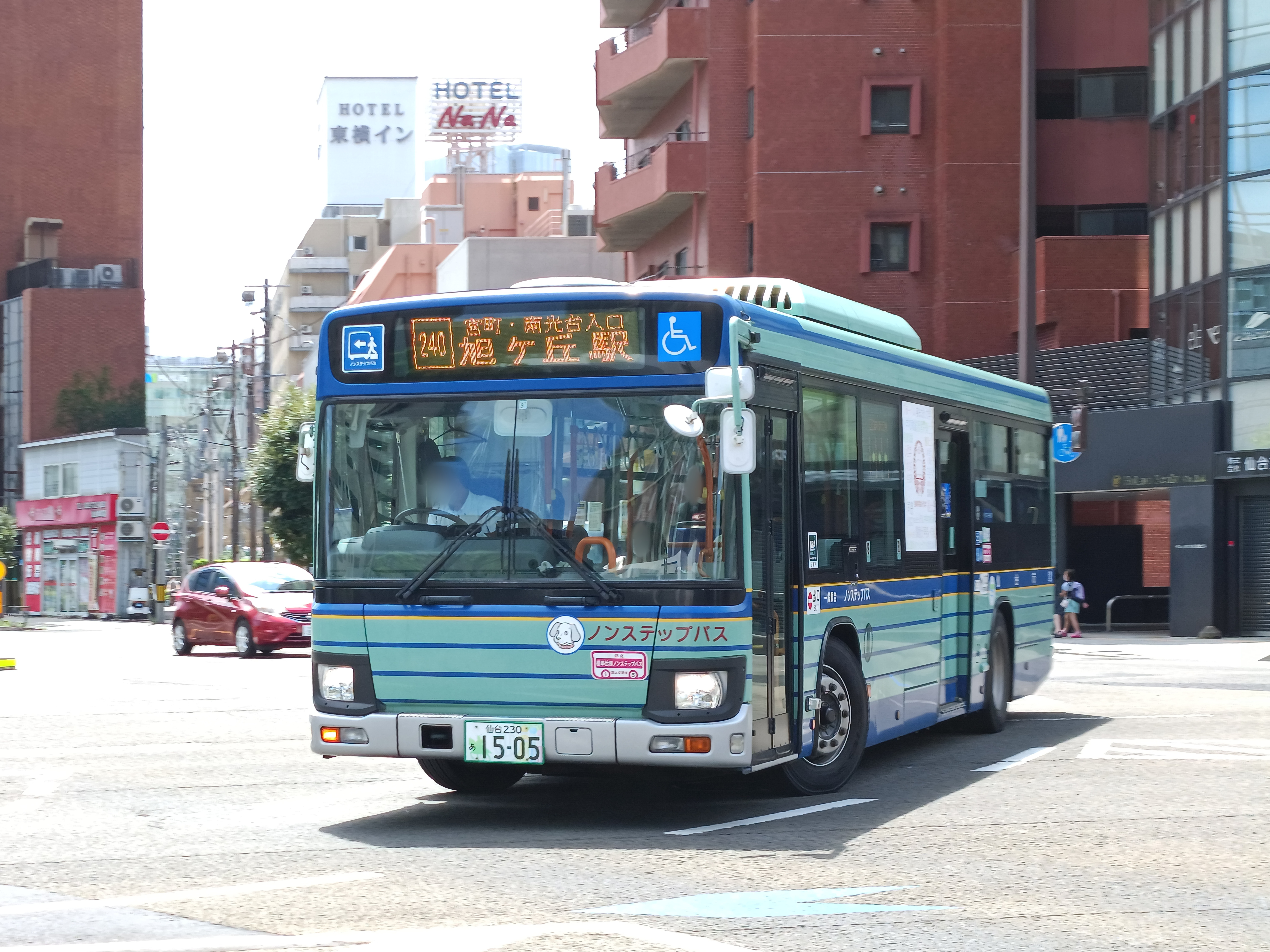
240系統・地下鉄旭ケ丘駅行（2022年8月14日）

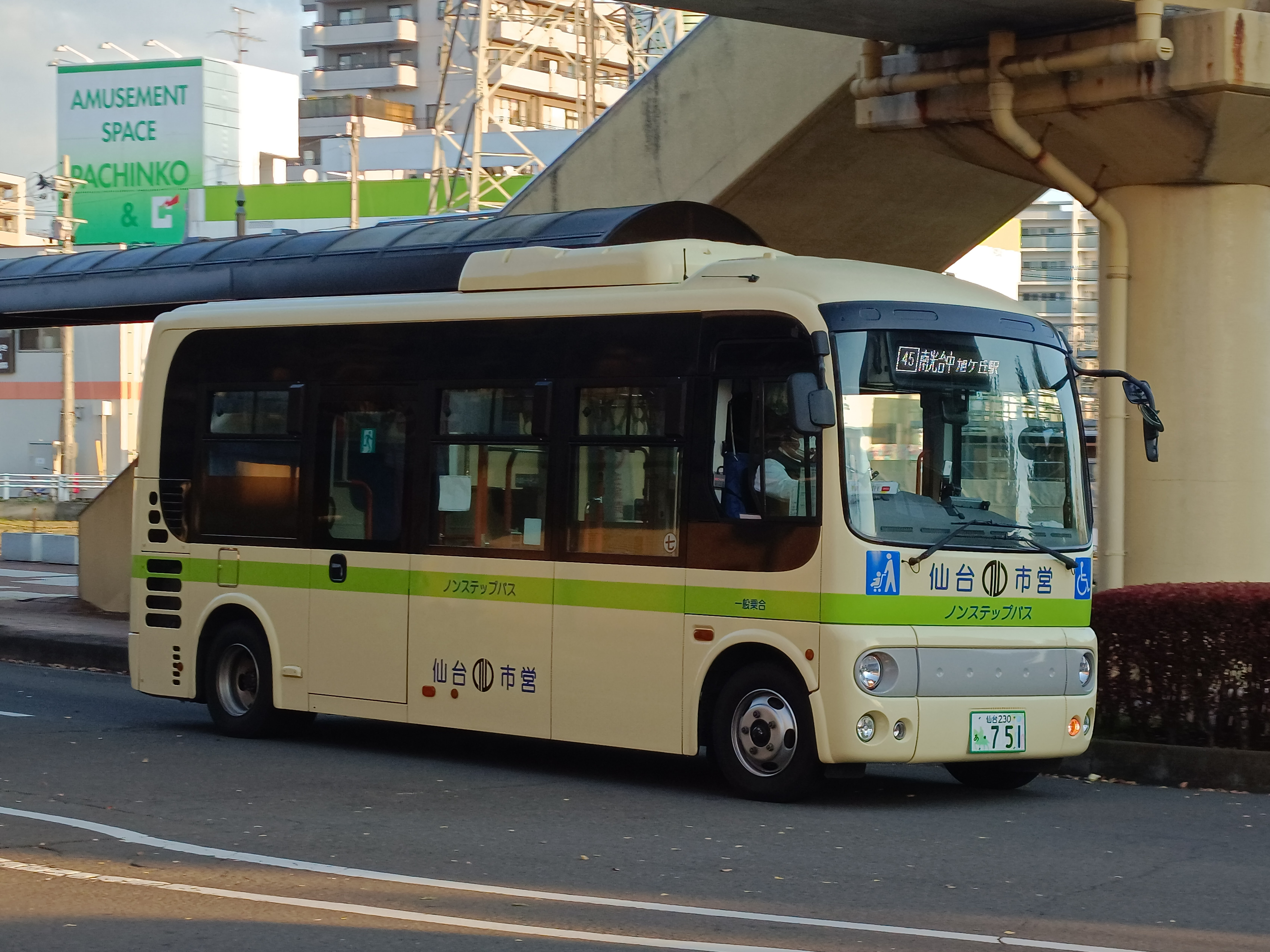
45系統・地下鉄旭ケ丘駅行（2022年11月9日）

### 鶴ヶ谷・南光台線
- 240/S240系統（東仙台営業所と共管）
  - 仙台駅前 - 宮町二丁目 - 宮町五丁目・東照宮駅入口 - 東北医科薬科大・東北高校前 - 南光台入口 - 南光台二丁目 - 旭ケ丘駅
- 45(Y45)系統（45系統のみ東仙台営業所と共管）
  - 旭ケ丘駅 - 南光台五丁目 - 南光台中学校前（ - 八乙女駅）
- 47系統
  - 旭ケ丘駅 - 南光台小学校前 - 南光台東一丁目 - 南光台東一丁目中央 - 松森明神 - 八乙女一丁目 - 八乙女駅
- 50/A50系統（東仙台営業所と共管）
  - 旭ケ丘駅 - 南光台小学校前 - オープン病院・教育センター前 - 鶴ヶ谷七丁目
- D50/A50系統（東仙台営業所と共管）
  - 旭ケ丘駅 - 南光台小学校前 - オープン病院・教育センター前 - 鶴ヶ谷七丁目 - 鶴ヶ谷保育所入口 - 鶴ヶ谷三丁目三高前 - 鶴ヶ谷四丁目 - 自由ヶ丘 - 南光台保育園入口 - 南光台入口 - 台原駅
- 55系統（東仙台営業所と共管）
  - 台原駅 - 南光台入口 - 南光台保育園入口 - 自由ヶ丘 - 鶴ヶ谷四丁目 - 鶴ヶ谷三丁目三高前 - 鶴ヶ谷保育所入口 - 鶴ヶ谷七丁目

#### 南光台コミュニティバス
専用の小型車両で運行。運行開始以来、リフト付小型バス（日野・リエッセ）が使用されていたが、2021年1月に横浜市営バスから導入した小型ノンステップバス（日野・ポンチョ）に更新された。なお、小型車両は45(Y45)系統の一部にも充当される。
- 49(A59)系統（南光台中学校前先回り）
  - 旭ケ丘駅 → 南光台五丁目 → 南光台中学校前 → 南光台東一丁目中央 → 南光台東小学校入口 → 鶴ヶ谷四丁目北 → 南光台商工会館前 → 南光台四丁目南 → 南光台三丁目公園前 → 旭ケ丘駅
- 59(A49)系統（南光台三丁目公園前先回り）
  - 旭ケ丘駅 → 南光台三丁目公園前 → 南光台四丁目南 → 南光台商工会館前 → 鶴ヶ谷四丁目北 → 南光台東小学校入口 → 南光台東一丁目中央 → 南光台中学校前 → 南光台五丁目 → 旭ケ丘駅

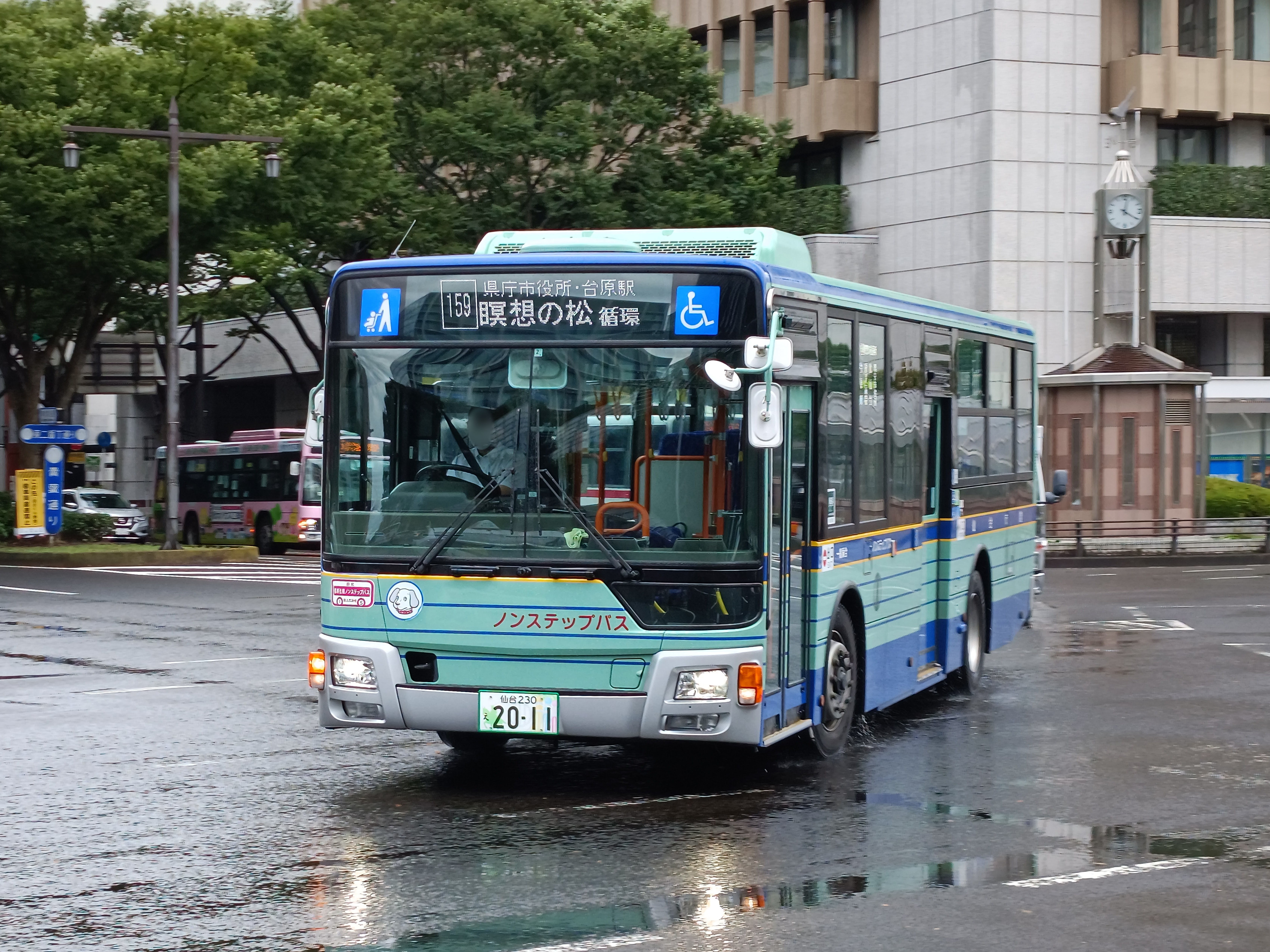
159系統・瞑想の松循環（2022年9月20日）

### 瞑想の松線
- 159/S259系統
  - 仙台駅前 - 電力ビル前 - 県庁市役所前 - 北仙台 - 瞑想の松 - 台原駅 - 東北医科薬科大・東北高校前 - 宮町五丁目・東照宮駅入口 - 宮町二丁目 - 仙台駅前
- 259/S159系統
  - 仙台駅前 - 宮町二丁目 - 宮町五丁目・東照宮駅入口 - 東北医科薬科大・東北高校前 -　台原駅 - 瞑想の松 - 北仙台 - 県庁市役所前 - 電力ビル前 - 仙台駅前

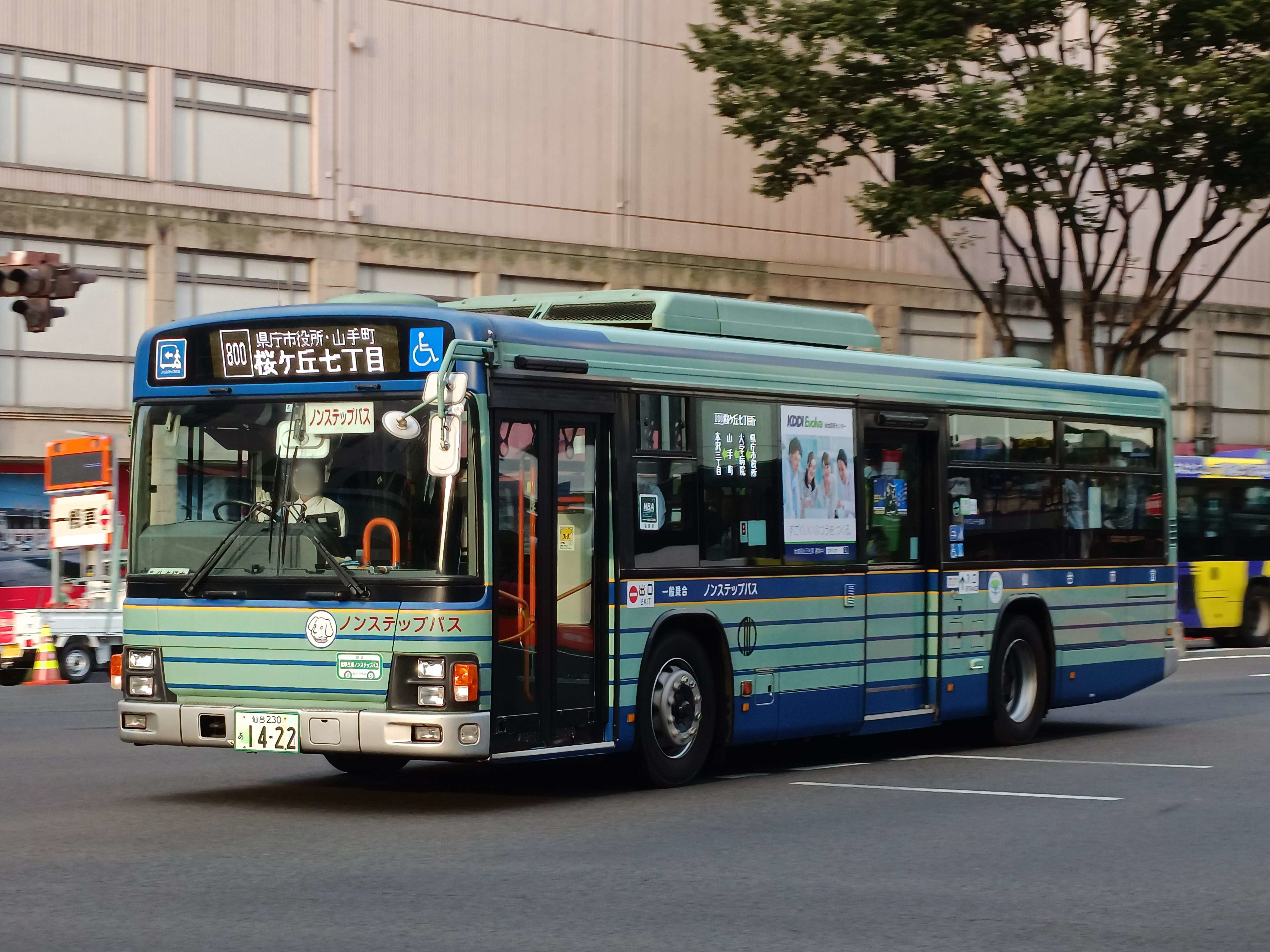
800系統・桜ケ丘七丁目行（2022年10月3日）

- 250/S250系統（東仙台営業所と共管）
  - 仙台駅前 - 宮町二丁目 - 宮町五丁目・東照宮駅入口 - 東北医科薬科大・東北高校前 -　台原駅

### 桜ケ丘線
両系統とも実沢営業所と共管。
- 800/S800系統
  - 仙台駅前 - 電力ビル前 - 県庁市役所前 - 東北大学病院前 - 輪王寺前 - 山手町 - 共済団地入口 - 桜ヶ丘団地入口 - 桜ヶ丘ロータリー - 桜ヶ丘七丁目
- 900/S900系統
  - 仙台駅前 - 電力ビル前 - 県庁市役所前 - 北仙台 - 北仙台駅 - 荒巻小学校前 - 共済団地入口 - 桜ヶ丘団地入口 - 桜ヶ丘ロータリー - 桜ヶ丘七丁目
- 901/S901系統
  - 仙台駅前 - 電力ビル前 - 県庁市役所前 - 北仙台 - 北仙台駅 - 荒巻小学校前 - 共済団地入口 - 桜ヶ丘団地入口 - 桜ヶ丘ロータリー - 宮城学院前

### 長命ケ丘線
実沢営業所・川内営業所と共管。
- 923/S923系統
  - 仙台駅前 - 電力ビル前 - 県庁市役所前 - 通町二丁目 - （北山トンネル） - 桜ヶ丘団地入口 - 明成高校前 - 川平団地 - 泉館山高校前 - 長命ヶ丘二丁目

### 中山・川平線
全系統実沢営業所と共管（925/S925系統のみ川内営業所も担当）。
- 905/S905系統
  - 仙台駅前 - 電力ビル前 - 県庁市役所前 - 北仙台 - 北仙台駅 - 荒巻小学校前 - 共済団地入口 - 桜ケ丘団地入口 - 明成高校前 - 川平団地 - 北中山二丁目 - 西中山
- 917(X917)/S917系統
  - 仙台駅前 - 電力ビル前 - 県庁市役所前 - 北仙台 - 北仙台駅 - 地下鉄北仙台駅 - 荒巻小学校前 - 中山六丁目 - 西勝山（ - 川平北公園前 - 川平団地 - 北中山二丁目 - 市営バス実沢営業所前）
- 925/S925系統
  - 仙台駅前 - 電力ビル前 - 県庁市役所前 - 通町二丁目 - （北山トンネル） - 桜ケ丘団地入口 - 明成高校前 - 川平団地 - 北中山二丁目 - 西中山

### 泉ビレジ線
- 910/S910系統（実沢営業所と共管）
  - 仙台駅前 - 電力ビル前 - 県庁市役所前 - 北仙台 - 北仙台駅 - 荒巻小学校前 - 中山六丁目 - 仙台大観音前 - 中山吉成 - 聖和短大前 - 泉ビレジ一丁目 - 泉ビレジ四丁目

## 移管路線

### 東仙台営業所線
- 110/S110系統（東仙台営業所と共管）
  - 仙台駅前 - 電力ビル前 - 県庁市役所前 - 附属小学校前 - 宮町五丁目・東照宮駅入口 - 中江公園前 - 幸町二丁目 - 二の森 - 保健環境センター青年会館前 - 光ヶ丘 - 市営バス東仙台営業所前
- 2015年12月6日に、東仙台営業所に全て移管。

### 鶴ヶ谷・南光台線
- S140系統
  - 旭ケ丘駅 - 南光台二丁目 - 南光台入口- 東北医科薬科大・東北高校前 - 宮町五丁目・東照宮駅入口 - 附属小学校前 - 県庁市役所前 - 電力ビル前 - 仙台駅前
  - 2024年4月1日のダイヤ改正より東仙台営業所に全て移管。

## 廃止路線

### 南吉成線
- 西道路経由八乙女駅行
  - 仙台駅前 - 広瀬通駅 - 広瀬通一番町 - （西道路） - 折立 - 南吉成 - 川平団地 - 加茂二丁目南 - 地下鉄八乙女駅
  - 現存はしないものの、地下鉄八乙女駅の2番バス乗り場に乗り入れが無くなった聖和短大線と共に痕が残っている。

### 泉松陵高校線
- 48系統
  - 旭ケ丘駅 - 旭ヶ丘二丁目 - 東北医科薬科大・東北高校前 - 南光台入口 - 南光台保育園入口 - 自由ヶ丘 - 鶴ヶ谷四丁目 - 鶴ヶ谷三丁目三高前 - 鶴ヶ谷七丁目南 - 鶴ヶ谷七丁目 - オープン病院・教育センター前 - 南光台東一丁目 - 陣ヶ原 - 泉松陵高校入口
- 2018年4月1日のダイヤ改正で廃止。

### 鶴ヶ谷・南光台線
- 140系統
  - 仙台駅前 - 電力ビル前 - 県庁市役所前 - 附属小学校前 - 宮町五丁目・東照宮駅入口 - 東北医科薬科大・東北高校前 - 南光台入口 - 南光台二丁目 - 旭ヶ丘駅
- 2024年4月1日のダイヤ改正で140系統は廃止。S140系統はダイヤ改正後も現存。

## 参考資料
- 仙台市交通事業50年史（仙台市交通局）1979年